# Der schwarze Nazi
Der schwarze Nazi ist ein deutscher Film von Tilman und Karl-Friedrich König aus dem Jahr 2016. Der Film hatte seine Uraufführung am 1. April 2016 in Leipzig. Im Fernsehen wurde der Film erstmals am 8. Februar 2022 im Nachtprogramm des MDR ausgestrahlt.

## Handlung
Sikumoya ist als politischer Flüchtling aus dem Kongo nach Deutschland gekommen und bereitet sich mit Unterstützung seiner Freundin Moni gerade auf seine Einbürgerung vor. Beide erwarten in ein paar Monaten ihr erstes Kind. Der studierte Lehrer hofft, danach wieder in seinem früheren Beruf arbeiten zu können. Ihn stört, dass er in seiner neuen Heimat Leipzig ständig Rassismus und vielerorts fremden Blicken ausgesetzt ist. Auch haben Monis Eltern Vorurteile ihm gegenüber, sodass er sich besonders bemüht, typisch deutsches Verhalten zu zeigen. Als Sikumoya von Rechtsradikalen nach einer Jagd auf ihn niedergeschlagen wird, fällt er ins Koma.
Als er im Krankenhaus erwacht, sieht er sich als perfekten Deutschen. Ihn ärgert, dass viele andere sich nicht auf die Kultur Deutschlands besinnen, schlecht deutsch sprechen oder kaum deutsches Kulturgut kennen. Er sympathisiert mit den Nationalen Patrioten Ost (NPO) und nach einem Gespräch mit dem Parteivorsitzenden Eberlein wird er prompt Integrationsbeauftragter der NPO. Dieser Schachzug Eberleins soll vom Gedankengut und dem drohenden Verbotsverfahren ablenken. Doch Sikumoya lässt sich nicht passiv vor den Karren spannen, er selbst versucht mit seiner neu erwachten Radikalität Teile der Partei auf seine Seite zu ziehen. Moni hingegen bemüht sich mit ganzem Einsatz, ihn wieder zur Vernunft zu bringen. Sikumoya geht weiter gegen das Undeutsche vor, er veranlasst Passkontrollen auf der Straße und lässt deutsche Langzeitarbeitslose auch mal ins Ausland abschieben. Auch vor seinen Kameraden macht er keinen Halt und wirft ihnen wiederholt undeutsches Handeln vor, er selbst liebäugelt schon mit dem Parteivorsitz.
Sikumoya organisiert vor einem Baumarkt eine Umerziehung von undeutschen Deutschen, die Erberleins Sohn Steve später als seine Idee ausgibt. Es kommt zu einem Streit und Sikumoya wird wieder bewusstlos geschlagen. Als er am nächsten Morgen erwacht, ist er erneut gewandelt und sieht sich wieder als den Kongolesen Sikumoya. Er rächt sich bei den NPO-Mitgliedern, fesselt Eberlein und bedient sich am Geld in der Parteikasse. Er setzt sich in sein Auto und fährt davon.

## Produktion
Der Film wurde im August 2014 in Leipzig (u. a. Knautkleeberg, Lindenau) und Jena gedreht. Die im Film gezeigten Nazis wurden allesamt von Antifa-Leuten gespielt. Mit Ausnahme von sechs professionellen Schauspielern und den Komponisten wirkten in dem Film nur Laien mit. Für Aloysius Itoka, der Sikumoya spielt, war es die erste Filmhauptrolle in seiner Laufbahn. Für das Filmteam sei es kompliziert gewesen, geeignete Drehorte bei Sport- und Kleingartenvereinen zu finden, nach Aussage von Karl-Friedrich König vermutlich, weil das Thema zu politisch sei.
Die Kosten für den Film beliefen sich für die angesetzten 30 Drehtage auf ungefähr 70.000 Euro. Zunächst habe man ohne Verleih Probleme gehabt, den Film in die Leipziger Kinos zu bringen. Als es später doch klappte, lief er in einigen Kinos sehr erfolgreich. In Dresden sei der Film wochenlang ausverkauft gewesen, nachdem man bei der Dresdner Premiere die Montagsdemonstration von Pegida störte.
Der frühere Bundestagspräsident Wolfgang Thierse übernahm die Schirmherrschaft für den Film.

## Rezeption
Das Lexikon des internationalen Films schreibt über den Film: „Die mit geringen Mitteln, aber viel Herzblut entstandene Satire orientiert sich am Alltagsgeschehen und karikiert gängige Topoi der Neuen Rechten mit Lust an grotesker Verkehrung. Eine amüsante, auf Dauer freilich auch etwas bemühte Auseinandersetzung mit dem rechten Milieu.“
Frédéric Schwilden schreibt in der Welt, dass der Film nicht gut sei, sondern plump. Alle Charaktere des Films seien klischeehaft gezeichnet, als besonders unangenehm bezeichnet er moralische Erpressung („moralische Arroganz“), mit dem der Film arbeite. Er kommentiert: „Der Zweck heiligt nicht die Mittel, und schlechte Kunst ist niemals heilig, sondern einfach nur schlecht.“

## Sonstiges
Mit Heil kam nur ein Jahr zuvor ebenfalls ein Kinofilm mit einer ähnlichen Thematik und Handlung heraus.